# Lucien Bellavia
Lucien Bellavia, né le 31 août 1960 à Morhange, est un footballeur français évoluant au poste d'attaquant.

## Biographie
À tout juste 19 ans, il rejoint la Sportive thionvilloise fraîchement promu en D2 pour la saison 1979-1980. Avec une 11e place décrochée dans le groupe B, il est le meilleur buteur de son équipe avec 8 buts en championnat.
La saison suivante, le club accroche une honorable 6e place, grâce notamment à ses bonnes performances puisqu'il totalise 15 buts cette fois ci. Cependant, le club dépose le bilan à l'issue de la saison.
Il rallie alors La Berrichonne de Châteauroux, mais peine à s adapter dans l'effectif dominé par un buteur comme Pierre Sither. Il arrive toutefois à s'imposer lors de la saison 1983-1984 en inscrivant 18 buts coupe et championnat soit le meilleur total du club.
Il décide de rejoindre le Nîmes Olympique, tout juste relégué de D1, et candidat sérieux à la montée. 